# Bagarius
Bagarius is een geslacht van straalvinnige vissen uit de familie van zuigmeervallen (Sisoridae).
Ze komen zowel voor in de Indus en zijrivieren tot in de Rode Rivier in Vietnam als in geheel Indochina tot in Indonesië. Ze worden met visnetten en met hengels gevangen. Het vlees bederft zeer snel.

## Beschrijving
Bagariusvissen variëren in lengte van 25 cm tot ongeveer 200 cm. Bagarius bagarius kan 205 cm en Bagarius yarrelli 200 cm lang worden. Ze hebben een brede kop die matig tot sterk afgeplat is. Ze hebben vier baarddraden, waarvan de nasalen zeer kort zijn. Het paar bij de bovenkieuwen heeft een verstijfde basis en een goed ontwikkelde membraan en komt tot aan de basis van de borstvinnen. Bij de onderkieuwen  zit het onderste paar verder naar voren en is relatief ver van het buitenste paar verwijderd. In de onderkaak zitten 2-3 rijen talrijke, dicht bij elkaar staande, conische tanden en een rij met duidelijk grotere, verder uit elkaar staande conische tanden. Op het verhemeltebeen zitten geen tanden. De kieuwopening is breed en de branchiostegalmembranen staan vrij van elkaar. De rugvin heeft een sterke hartstraal en zeven zwakke stralen en de vetvin heeft geen hartstraal. De borstvinnen hebben een krachtige, alleen aan de rugzijde gezaagde hartstraal en 9-14 zwakke stralen. De buikvinnen hebben zes stralen. De achterste vinnen hebben 13-17 en de staartvinnen 17 primaire stralen. Bij Bagariusvissen komt geen zuignap aan de buikzijde voor.

## Systematiek
Er komen vier nog bestaande soorten voor. Ook is een fossiele soort bekend die tot dit geslacht behoorde.
Nog levende soorten:
- Bagarius bagarius (Hamilton, 1822)
- Bagarius rutilus Ng & Kottelat, 2000
- Bagarius suchus Roberts, 1983
- Bagarius yarrelli (Sykes, 1839)

Fossiele soort:
- Bagarius gigas